# Siluosaurus
Siluosaurus zhanggiani
Genre
Espèce
Siluosaurus (signifiant « lézard de Silu, route de la soie en chinois, en référence au lieu de la découverte ») est un genre éteint de dinosaures Ornithopoda du groupe Xinminbao du Crétacé inférieur du Gansu, en Chine, datant du Barremien-Albien. Il est basé sur le spécimen IVPP V.11117 (1-2), qui consiste en deux dents. C'est un genre obscur, avec aucun article faisant plus que le mentionner depuis qu'il a été décrit en 1997.[1] Le type et seule espèce est Siluosaurus zhanggiani.

## Histoire
Les dents holotypes de Siluosaurus ont été récupérées lors de l'expédition sino-japonaise de 1992 sur les dinosaures de la route de la soie dans la partie inférieure du groupe Xinminbao. Une dent, de sept millimètres de long, provenait du bec supérieur (prémaxillaire), et l'autre, de 3,7 millimètres de haut, de la région de la joue de la mâchoire supérieure (maxillaire). Dong Zhiming, qui a nommé le genre en 1997, a suggéré qu'il s'agissait d'un Hypsilophodontidae et a décrit les dents comme étant les plus petites dents d'ornithopodes connues à ce jour. L'espèce type est Siluosaurus zhanggiani. Le nom spécifique honore Zhang Qian, le diplomate chinois qui a reconnu la route de la soie au deuxième siècle avant J.-C. 

### Nomen dubium
Il a été considéré comme un nomen dubium, dans la dernière revue des Ornithopoda basaux, ce qui n'est pas rare pour les noms de dinosaures basés sur des dents.

## Paléobiologie
En tant que membre des Hypsilophodontidae ou autre Ornithopoda basal, Siluosaurus aurait été un herbivore bipède. Sa taille n'a pas été estimée, mais comme la plupart des Hypsilophodontidae adultes mesuraient entre 1 et 2 mètres de long, ce genre aurait été de taille similaire ou plus petite, d'après les commentaires de Dong.